# Флатхед (окръг)
Окръг Флатхед (на английски: Flathead County) е окръг в щата Монтана, Съединени американски щати. Площта му е 13 613 km², а населението - 100 000 души (2017). Административен център е град Калиспел.

## Градове
- Кълъмбия Фолс